# Pungitius vulgaris
Épinochette du Poitou
Espèce
Statut de conservation UICN

 NE : Non évalué
Pungitius vulgaris, l’Épinochette du Poitou, est une espèce de poissons actinoptérygiens de la famille des Gasterosteidae.

## Répartition
Ce poisson euryhalin est endémique du Centre-Ouest de la France. Il est présent dans le bassin de la Vienne, les cours d'eau de l'estuaire de la Gironde, certains affluents du bassin de la Dordogne, ainsi que les bassins côtiers entre les estuaires de la Loire et de la Garonne, à savoir notamment la Charente, la Sèvre Niortaise et le Ligneron.

## Description
Le mâle et la femelle peuvent mesurer respectivement 3,9 cm et 4,6 cm, queue non comprise (longueur standard SL).

## L'Épinochette du Poitou et l'Homme
L'Épinochette du Poitou est considérée comme une « espèce quasi menacée » (NT) par la liste rouge du Comité français de l'UICN.

## Taxonomie

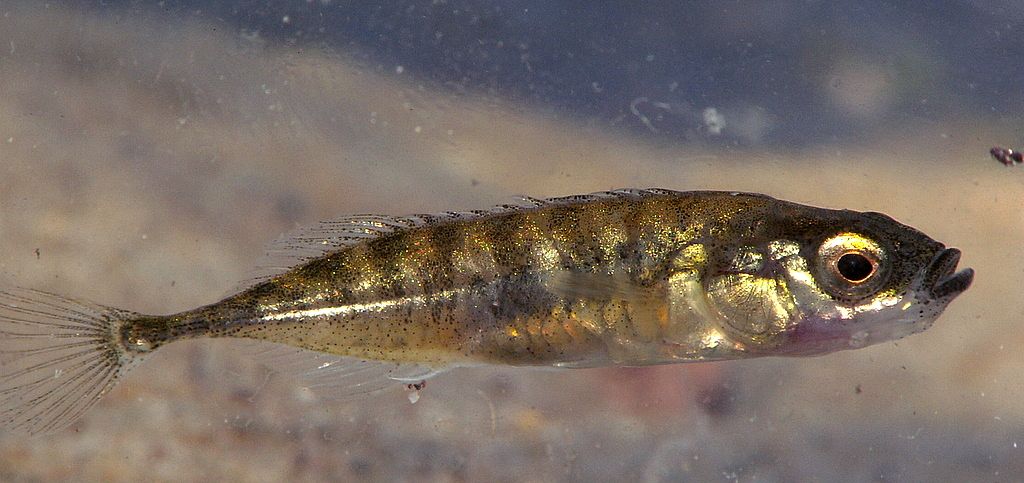
Pungitius pungitius, une espèce proche de Pungitius vulgaris.

L'espèce a été décrite en 1848 par le naturaliste français Lubin Mauduyt (de). Avant d'être classée dans le genre Pungitius, elle a été initialement placée dans le genre Gasterosteus, sous le protonyme Gasterosteus vulgaris Mauduyt, 1848,.
Après avoir été synonymisée avec l'Épinochette piquante (Pungitius pungitius), qui a une aire de répartition holarctique, elle est revalidée par une étude de Gaël Denys (d) et al. en 2018.
Les noms vernaculaires attestés en français sont « Épinochette du Poitou », « Épinochette poitevine » et « Épinochette marichaud »,,.

### Étymologie
L'épithète spécifique vulgaris signifie « commun » en latin.

### Publication originale
- Lubin Mauduyt, « Ichthyologie de la Vienne, ou tableau méthodique et descriptif des poissons qui vivent habituellement dans les eaux de ce département ou qui y remontent périodiquement et accidentellement », Bulletin de la Société académique d'agriculture, belles-lettres, sciences et arts, établie à Poitiers, Poitiers, vol. 3, nos 9-12,‎ 1848, p. 8-49 (lire en ligne, consulté le 7 juin 2024) (protologue).